# Клив, Морин
Морин Клив (англ. Maureen Cleave; 20 октября 1934, Лондон — 6 ноября 2021) — британская журналистка, в 1960-х годах будучи в штате лондонской газеты Evening Standard брала интервью у многих известных музыкантов, включая Боба Дилана и Джона Леннона. Работала журналисткой в течение 40 лет, кроме «Evening Standard» сотрудничала с такими изданиями, как The Daily Telegraph, Saga Magazine, Intelligent Life и другими.
4 марта 1966 года было выпущено её знаменитое интервью с Джоном Ленноном для «Evening Standard», озаглавленное «Как там живёт Битл?», где Клив опубликовала одну из самых известных цитат музыканта: «Мы [The Beatles] более популярны, чем Иисус».
По словам биографа The Beatles Боба Спитца, Леннон рассказывал о своей романтической связи с Клив, которая стала прообразом героини песни «Norwegian Wood (This Bird Has Flown)». Друг Леннона, Пит Шоттон, также подтверждал эту теорию, хотя сама Клив утверждала, что во время её встреч с музыкантом он никогда «не приударял» за ней, а сам Леннон говорил, что он не может вспомнить, о ком была песня. Согласно другим мнениям, композиция была навеяна Сонни Фримен, женой фотографа Роберта Фримена, который был автором обложки альбома Rubber Soul.
Умерла 6 ноября 2021 года.